# ضفيرة منوية
الضَّفيرَةُ المَنَوِيَّة (بالإنجليزية: spermatic plexus)‏ أو الضَّفيرَةُ الخُصْوِيَّة  (بالإنجليزية: testicular plexus)‏، هي ضفيرة عصبية ذاتية مُشتقة من الضفيرة الكلوية، وتتلقى بعض التفرعات من الضفيرة الإبهرية البطنية. تمتد مترافقةً مع الشريان الخصوي إلى الخصيتين.

## صور إضافية

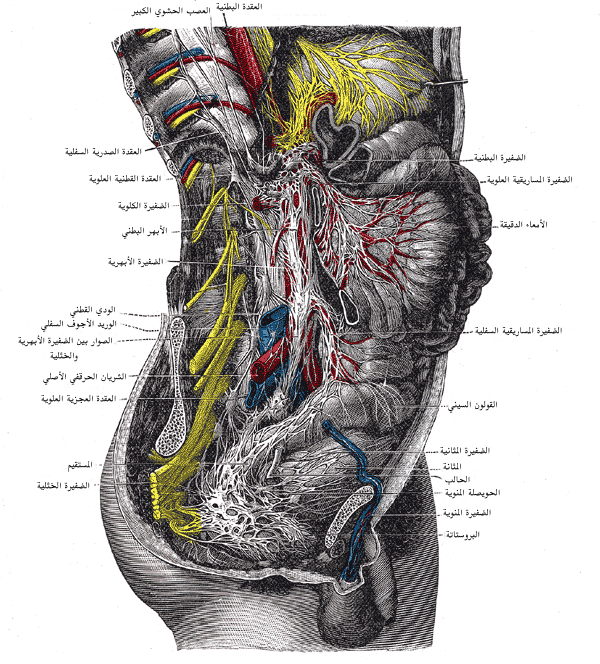
النصف السفلي للحبل الودي.
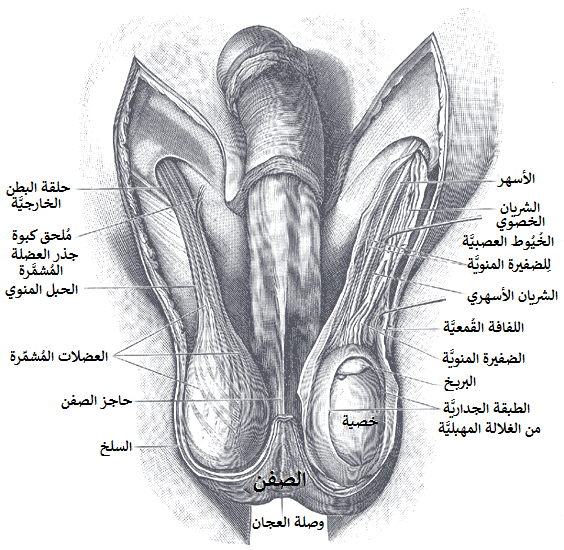
الصفن.